# Gynoplistia wakefieldi
Gynoplistia wakefieldi är en tvåvingeart som beskrevs av John Obadiah Westwood 1881. Gynoplistia wakefieldi ingår i släktet Gynoplistia och familjen småharkrankar. Inga underarter finns listade i Catalogue of Life.